# جيمس بار (كاتب)
جيمس بار (بالإنجليزية: James Baar)‏ (9 فبراير 1929)؛ روائي أمريكي. درس في كلية الاتحاد.